# Sant Salvador de Prenafeta
|  | No s'ha de confondre amb l'antiga església de Sant Salvador de Prenafeta. |

Sant Salvador de Prenafeta és una església de Montblanc (la Conca de Barberà) inclosa a l'Inventari del Patrimoni Arquitectònic de Catalunya.

## Història
Fins fa poc s’havia cregut que l’actual església parroquial de Prenafeta era obra del segle xviii, però una recent publicació de regests de la documentació de Poblet d’època moderna ha desvelat dades i dates importants sobre la construcció d’aquest temple
Aquests documents fan referència a l’autorització que donà l’abat de Poblet al poble de Prenafeta d’imposar per tres anys el vintè sobre les collites del gra i la verema per a la construcció de l'església. El document porta data de 22 de juny de l’any 1669. Tres anys més tard, el 9 de juny de 1672, es repetí la mateixa càrrega per tres anys més.
Així doncs, fou durant la segona meitat del segle xvii, i no a finals del XVIII, que la gent hauria abandonat el poble medieval per traslladar-se al lloc actual. Aquí aixecaren cases noves, no pas formant una aglomeració com havia estat el poble antic de la muntanya, sinó a manera d’urbanització dispersa que és la que encara conserva i caracteritza l’actual llogaret. Al bell mig hi bastiren la nova església parroquial, sota l’advocació de Sant Salvador, que és la mateixa que havia tingut l'església primitiva.

## Descripció
L'església de Prenafeta té una sola nau amb absis poligonal, orientat a llevant i amb la porta principal oberta a la façana de ponent, que és la principal. Al cim d’aquesta façana, al costat del sud, hi ha un campanar de cadireta de dos ulls que presenta una silueta d’estil barroc, amb corba i contracorba al coronament. Com que el portal que presideix el frontispici és un exemplar de mig punt, construït de pedra, amb amples dovelles resseguides per un guardapols motllurat que recorda el de la veïna ermita de Santa Anna, hom diria que l'església de Prenafeta és molt anterior. El dubte, però, s’esvaeix tantost obrir la porta per entrar-hi, car la nau, en la seva senzillesa, mostra la més pura filiació siscentista; és a dir, l'estil arquitectònic de la Contrareforma que envaí l’arquitectura catalana, i la d’arreu del món catòlic al llarg dels segles XVII i XVIII. De fet, l'església de Prenafeta és una versió senzilla d’aquestes esglésies, ja que no té transsepte, ni cúpula, ni finestrals a les llunetes, ni petxina a l’absis...; tanmateix, com a temple barroc que és, té la nau coberta de volta de canó amb llunetes i una cornisa prominent, motllurada, que s’aguanta sobre pilastres que a més de servar-la, divideixen la nau en cinc trams iguals.
Com a tots els temples coetanis de la rodalia, al primer tram, damunt d’una volta rebaixada, hi ha un cor amb barana balustrada de fusta, al qual es puja per una escala situada al racó de migdia. A sota, a l'esquerra del cancell, s’ha conservat una pica baptismal medieval de pedra procedent de l'església del poble antic de Prenafeta.
L’absis és de tres cares i va cobert d’una volta d’aresta que fa pensar en les fórmules gòtiques. Entrant al presbiteri, al costat de l'evangeli, hi ha la porta que dona accés a la sagristia, i a cada un dels trams, a un i altre costat, els arcosolis allotgen altars de diverses dedicacions (Sant Antoni, la Mare de Déu del Carme, el Sagrat Cor...).
La nau només té dues finestres, una, situada en una de les llunetes del costat de migdia i una altra, un ull de bou, que permet l'entrada de llum de ponent al cor.
Les voltes de la nau i de l’absis foren construïdes de rajola de pla; és a dir, la volta popularment coneguda com a “volta a la catalana”, que s’emprà en tots els temples tardobarrocs d’aquestes terres i arreu del país. Al damunt de les voltes s’hi poden veure les parets, que reben encavallades de fusta per aguantar la teulada a doble vessant i el tremujal de tres aigües de l’absis.
La teulada està resseguida per una cornisa de tres pisos de rajola i teula, en la qual destaca la decoració pictòrica tradicional que hi aplicaven els mestres de cases: les teules i les rajoles, abans de ser col·locades, eren submergides de cantell en una galleda plena de lletada de calç, procurant marcar triangles amb el blanc sobre el vermell de les peces d’obra cuita. Un cop disposades les teules i les rajoles al ràfec de la teulada, els triangles enfilats formaven una bella sanefa.
Al seu interior trobem un retaule de Sant Bernat i Sant Bernabé del segle xiv d'estil gòtic atribuït a Guillem Simor.

### Les pintures murals i el vitrall de l’ull de bou
L’any 1997, l’il·lustre pintor montblanquí, veí de Prenafeta, Ismael Balanyà, decorà de forma desinteressada, l’absis de l'església amb un fresc que representa l'escena bíblica de la Transfiguració del Senyor. Com explica l’Evangeli, s’hi poden veure els deixebles Pere, Jaume i Joan que acompanyaven Jesús a la muntanya on aquest es transfigurà davant d’ells. Al fresc, Jesús és representat a la part superior del plafó central de l’absis envoltat d’una aureola de llum. Als murs de la dreta i de l'esquerra, en una situació elevada, sobre la roca de la muntanya, hi ha Elies i Moisés conversant amb Jesús. A sota, agenollats i estorats, com diu l’Evangeli, es poden veure els tres deixebles. A la part alta de l’absis hi ha escrites les paraules de Déu que se sentiren en el transcurs del miracle: “AQUEST ÉS EL MEU FILL, EL MEU ESTIMAT, ESCOLTEU-LO”.
La pintura de Balanyà fou realitzada al fresc, una tècnica especialment volguda per l’Ismael que utilitzà sobretot en la darrera etapa de la seva vida professional quan, ja jubilat, va poder practicar i gaudir de la més agraïda de les tècniques pictòriques.
A la part inferior del plafó de l'esquerra, hi ha un rètol que diu: “Rector Mn. Àngel Bergadà. Pintura de la nau de l'església: Ramon Poblet i Sabaté. Del Presbiteri: Ismael Balanyà i Moix. Abril - maig del 1997”.
Un altre element artístic que enriqueix el temple és el vitrall que fou confeccionat per a l’ull de bou del frontispici el mateix any 1997 en què es realitzaren les obres de pintura del temple. És obra del pintor i vitraller holandès Van Schognaker, amic del pintor Ismael Balanyà.